# 12817 Federica
12817 Federica este un asteroid din centura principală de asteroizi.

## Descriere
12817 Federica este un asteroid din centura principală de asteroizi. A fost descoperit pe 22 martie 1996 la Observatorul La Silla de Eric Walter Elst. Asteroidul prezintă o orbită caracterizată de o semiaxă mare de 3,06 ua, o excentricitate de 0,02 și o înclinație de 3,8° în raport cu ecliptica.